# Щука, Михаил
Михаил Щука (пол. Michał Szczuka, ум. 1709) — политический деятель Великого княжества Литовского, каштелян минский в 1701—1709 годах, граф.

## Биография
Родом из дворянского семейства Щук герба «Грабе». С молодости занимался управлением родного округа, прошёл все ступени чиновничьей королевской службы от местечкового представителя и трокского земского писаря до депутата Трибунала скарбового (казённого) Речи Посполитой и королевского наместника. В 1701 году назначен каштеляном минским после смерти Андрея Пузыны и временного пребывания Константина Войны-Ясеницкого. В 1703 году избран на Сейме депутатом Трибунала скарбового. Скончался до ноября 1709 года.